# Viàzniki
Viàzniki (en rus Вязники) és una ciutat de l'óblast de Vladímir, a Rússia. Es troba a 108 km a l'est de Vladímir, i el 2010 tenia prop de 40.000 habitants.

## Història
L'altura estratègica que domina el riu Kliazma, on es troba Viàzniki, és d'una gran importància per a la defensa de la capital medieval russa, Vladímir. S'hi va construir una fortalesa el segle xii, probablement la dècada del 1130. Es trobava a mig camí entre el port més proper al Kliazma, Starodub-na-Kliazme, i Gorokhovets.
Després que els mongols destruïssin la fortalesa el segle xiii, Iaropoltx és citada al tractat del 1389 entre Basili I i el seu oncle Vladímir el Valent. Segons el cens de 1672, Iaropoltx tenia 133 habitants. Destruïda durant un incendi el 1703, va passar a estar dominada pels mercaders de Viàzniki. Finalment, el 1778 Viàzniki va rebre l'estatus de ciutat.

## Demografia
| 1897  | 1926   | 1939   | 1959   | 1970   | 1979   | 1989   | 2002   | 2008   |
| ----- | ------ | ------ | ------ | ------ | ------ | ------ | ------ | ------ |
| 7 398 | 17 000 | 33 500 | 39 700 | 42 700 | 45 900 | 45 400 | 40 398 | 41 537 |